# Isabell Zacharias

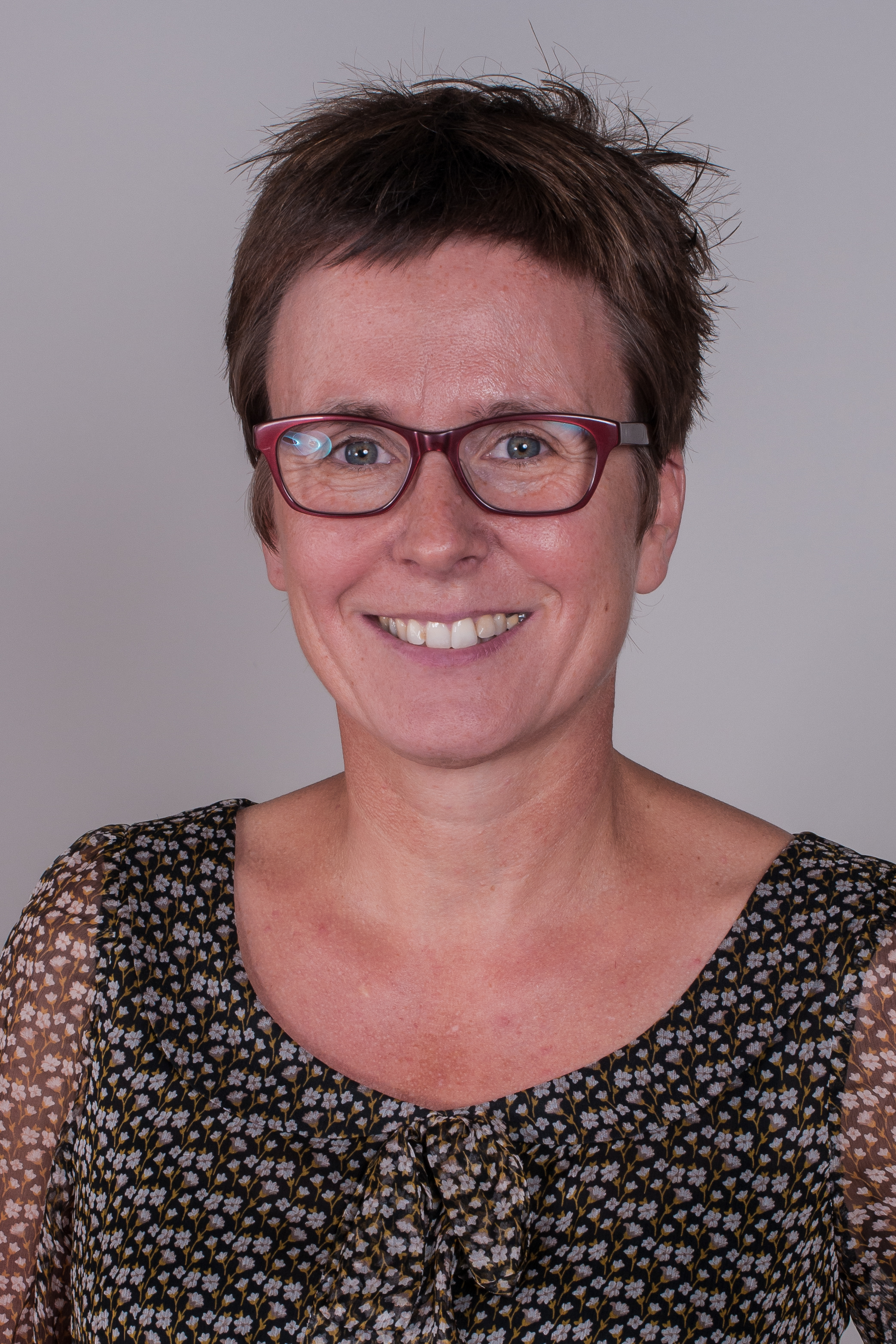
Isabell Zacharias, 2012

Isabell Zacharias (* 31. Mai 1965 in Husum, Nordfriesland) ist eine deutsche Politikerin der SPD. Von 2008 bis 2018 war sie Mitglied des Bayerischen Landtags.

## Werdegang
Nach dem Erreichen ihrer mittleren Reife absolvierte sie von 1982 bis 1986 eine Ausbildung in ländlicher Hauswirtschaft, die sie mit der Meisterprüfung abschloss. Im Abendstudium holte sie das Fachabitur nach. Anschließend studierte sie von 1987 bis 1991 Ökotrophologie an der Fachhochschule Hamburg mit den Schwerpunkten Ernährungswissenschaft, Betriebswirtschaftslehre und Personalwesen und schloss als Diplom-Ökotrophologin ab.
Nach ihrem Umzug in die bayerische Landeshauptstadt München engagierte sie sich ab 2001 als Elternbeiratsvorsitzende einer Münchner Grundschule. Von 2003 bis 2006 fungierte sie als Vorsitzende des Gesamtelternbeirats der Grund- und Hauptschulen in München (GEB). Von August 2006 bis Dezember 2008 war sie Landesvorsitzende des Bayerischen Elternverbands e.V. Außerdem engagiert sie sich im BildungsForum der Sozialdemokratie in München e.V., seit März 2007 als Vorstandsvorsitzende. Von 2004 bis 2012 vertrat sie den Bayerischen Elternverband e.V. (BEV) im Forum Bildungspolitik in Bayern. Ab 2006 war sie 2. Sprecherin dieses Zusammenschlusses von rund 40 Organisationen aus dem bayerischen Bildungsbereich.
Innerhalb der SPD übernahm sie im Juli 2007 das Amt der Revisorin im Bezirksverband Oberbayern. Ebenfalls seit Juli 2007 ist sie Mitglied im geschäftsführenden Vorstand der Münchner SPD, nachdem sie zuvor schon Beisitzerin im Vorstand war. Bei der Landtagswahl 2008 zog sie über einen Listenplatz im Wahlkreis Oberbayern erstmals in den Bayerischen Landtag ein. Dort ist sie stellvertretende Vorsitzende des Ausschusses für Hochschule, Forschung und Kultur. 2009 wurde sie in den Landesvorstand der Bayern-SPD gewählt. Ebenfalls seit 2009 ist Isabell Zacharias stellvertretende Vorsitzende der Münchner SPD, und im Mai 2011 wurde sie im Amt bestätigt.
Dem 2018 gewählten Landtag gehörte Zacharias nicht mehr an. Seit ihrem Ausscheiden aus der Politik arbeitet sie in der Verwaltung eines Hospizdienstes. 2023 wurde ihr der Bayerische Verfassungsorden verliehen.
Isabell Zacharias hat drei Kinder (geb. 1993, 1996, 2011).